# Hans Affel
Hans Affel (* 12. Januar 1592 in Braunschweig; † 19. Mai 1647 ebenda) war ein deutscher Bürgermeister.

## Leben
Affel war im 17. Jahrhundert Bürgermeister von Braunschweig.
Im Juni 1643 schuf der Glockengießer Ludolf Siegfriedt gemeinsam mit Joachim Janke die von Hans Affel und dem zweiten Braunschweiger Bürgermeister Henricus Peters, dem Kirchenvorsteher und Ratsherrn Martin Hille und den drei Kirchenvorstehern Frantz Apelnstedt, Ludeke Juten und Henning Hofmeister die mit der Jahreszahl 1642 versehene Glocke für die Braunschweiger Kirche St. Magni.
Als Affel 1647 starb, erschien die anlässlich seiner Beisetzung gehaltene Leichenpredigt in Druck. Sie trägt den Titel Eygenschafft Einer Gott-liebenden Seelen/ Aus den liebreichen Worten im 73. Psalm v. 25. 26. Wenn ich nur dich habe/ so frage ich nichts nach Himmel und Erden etc.: In einem Leich-Sermon bey Volckreicher Begräbniß Des ... Herrn Hansen Affeln/ wolverdienten Bürgermeisters allhie zu Braunschweig in der Altenwiek/ Welcher allda den 19. Maij dieses 1647. Jahrs [...] entschlaffen/ und den 23. jetzgedachten Monats am Beht-Sontag in der Kirchen zu S. Magnus Christlich zur Erden bestattet worden. Einfältig gezeiget und fürgetragen.